# Nototriton mime
Espèce
Nototriton mime est une espèce d'urodèles de la famille des Plethodontidae.

## Répartition
Cette espèce est endémique du département d'Olancho au Honduras. Elle se rencontre vers le parc national Montaña de Botaderos.

## Étymologie
Cette espèce est nommée en l'honneur d'Arquimides Gabriel Rosales Martinez, dit "Mime", tué avec sa sœur, Novy Hortensia Rosales Martinez, par un conducteur alcoolisé.

## Publication originale
- Townsend, Medina-Flores, Reyes-Calderón & Austin, 2013 : A new Nototriton (Caudata: Plethodontidae) from Parque Nacional Montana de Botaderos in northeastern Honduras. Zootaxa, no 3666, p. 358-368 (texte texte intégral).